# بوخوم
بُوخُوم أو بُوخُم (بالألمانية: Bochum)‏ هي مدينة تقع في ولاية شمال الراين - وستفاليا في غرب ألمانيا. تعدّ بوخوم سادس أكبر مدينة في مقاطعة نوردراين ـ فستفالن وإحدى أكبر المدن العشرين في جمهورية ألمانيا الاتحادية.
من أبناء المدينة المشهورين وزير الداخلية الألماني السابق أتو شيلي وكذلك الكاتب السياسي والصحفي المهتم بشؤون الشرق الأوسط بيتر شول ـ لاتور وكذلك المغني الألماني المشهور هربرت غرونماير الذي خص المدينة بأغنية تحمل اسم المدينة وهي مشهورة جدا في ألمانيا. توجد حاليا حملة في المدينة لإقامة دار أوبرا فيها أسوة بالمدن القريبة منها مثل دورتموند وإسن ودوسلدورف. تحمل جامعتها اسم جامعة الرور في بوخوم

## الأديان

### الإسلام
منذ الستينات استقرت الكثير من العوائل المسلمة المهاجرة في بوخوم. في عام 2012 كان هناك 30.000 مسلم يعيشون في المدينة. و في عام 2009 أسس اتحاد الجوامع في بوخوم و يهدف هذا الاتحاد إلى إنشاء مشاريع مشتركة بين الجاليات المسلمة من بلدان مختلفة و إلى أن يكون صوتا إيجابيا للمسلمين في المجتمع الألماني. ينظم العلوييون أنفسهم في النادي الثقافي العلوي.

## توأمة
لبوخوم اتفاقيات توأمة مع كل من:
- شفيلد (1950 - )[18]
- أوفييدو (1980 - )[19]
- دونيتسك (1987 - )[20]
- نوردهاوزن (17 يونيو 1990 - )[21]
- شوزهو (1994 - )[22]

## أعلام
- مانفرد أيغن
- هانز فريتشه
- جويل ماتيب
- ويلهلم سيمون
- ليون غوريتسكا